# Anna Lindskog (kvinnosakskvinna)
Anna Eleonora Marie Lindskog, född Skårman 16 april 1860 i Liareds församling, död 12 januari 1930 i Saltsjöbadens församling, var en svensk kvinnosakskvinna. Hon var ordförande för Föreningen för kvinnans politiska rösträtt i Vänersborg 1905–1906 och 1907–1909.